# Задерновский, Игорь Геннадьевич
И́горь Генна́дьевич Задерно́вский (род. 23 ноября 1987, Симферополь) — украинский самбист и боец смешанного стиля, представитель тяжёлой и полутяжёлой весовых категорий. Четырёхкратный бронзовый призёр чемпионатов мира по боевому самбо, дважды бронзовый призёр чемпионатов Европы, победитель многих первенств национального и международного значения, заслуженный мастер спорта. Начиная с 2011 года также выступает в ММА, известен по участию в турнирах таких бойцовских организаций как M-1 Global, League S-70, Oplot Challenge и др.

## Биография
Игорь Задерновский родился 23 ноября 1987 года в Симферополе. Активно заниматься самбо начал в возрасте десяти лет, проходил подготовку в симферопольском спортивном клубе «Гроза» под руководством тренеров Романа Соменко и Зихфрида Пеньковского.
Первого серьёзного успеха на взрослом международном уровне добился в 2010 году, когда попал в основной состав украинской национальной сборной и побывал на чемпионате мира в Ташкенте, откуда привёз награду бронзового достоинства, выигранную в полутяжёлой весовой категории. Год спустя получил бронзу на чемпионате Европы в Софии и на чемпионате мира в Вильнюсе, ещё через год выиграл бронзовые медали в полутяжёлом весе на европейском первенстве в Москве и на мировом первенстве в Минске. В 2013 году добавил в послужной список бронзовую награду, добытую на чемпионате мира в Санкт-Петербурге. За выдающиеся спортивные достижения удостоен почётного звания «Заслуженный мастер спорта Украины».
Одновременно с карьерой в самбо, начиная с 2011 года Задерновский также регулярно выступал на турнирах по смешанным единоборствам. Дрался преимущественно на территории Украины на отборочных турнирах промоушена M-1 Global, а позже неоднократно выступал в харьковской организации Oplot Challenge. Один из самых известных своих поединков провёл в апреле 2012 года на турнире League S-70, когда встречался с титулованным российским тяжеловесом Русланом Магомедовым и проиграл ему удушающим приёмом «гильотина» в первом раунде. Всего провёл на профессиональном уровне девять поединков, из них семь выиграл и два проиграл.
До начала украинского кризиса служил в группе «А» Центра специальных операций службы безопасности Украины, имел звание старшего сержанта.

## Статистика в профессиональном ММА
| Боёв 9 | Побед 7 | Поражений 2 |
| ------ | ------- | ----------- |
| Сдачей | 7       | 2           |

| Результат | Рекорд | Соперник          | Способ                    | Турнир                                       | Дата            | Раунд | Время | Место             | Примечание |
| --------- | ------ | ----------------- | ------------------------- | -------------------------------------------- | --------------- | ----- | ----- | ----------------- | ---------- |
| Поражение | 7-2    | Александр Гладков | Сдача (сдавливание шеи)   | Oplot Challenge 95                           | 11 января 2014  | 1     | 2:19  | Харьков, Украина  |            |
| Победа    | 7-1    | Олег Гапченко     | Сдача (замок ахилла)      | Oplot Challenge 84                           | 19 октября 2013 | 1     | 2:23  | Харьков, Украина  |            |
| Победа    | 6-1    | Роман Шмигельский | Сдача (замок ахилла)      | Oplot Challenge 53                           | 20 апреля 2013  | 1     | 2:11  | Харьков, Украина  |            |
| Победа    | 5-1    | Сергей Перепелица | Сдача (рычаг колена)      | ECSF: Gladiator's Battle 2                   | 30 марта 2013   | 1     | 3:25  | Киев, Украина     |            |
| Поражение | 4-1    | Руслан Магомедов  | Сдача (гильотина)         | League S-70: чемпионат России, третий этап   | 6 апреля 2012   | 1     | 3:29  | Москва, Россия    |            |
| Победа    | 4-0    | Вячеслав Костюк   | Сдача (скручивание пятки) | M-1 Ukraine: Superfinal Grand Prix           | 17 декабря 2011 | 2     | 1:16  | Киев, Украина     |            |
| Победа    | 3-0    | Тимур Шамурадов   | Сдача (скручивание пятки) | M-1 Ukraine: Battle of Minsk                 | 15 октября 2011 | 3     | 0:00  | Минск, Белоруссия |            |
| Победа    | 2-0    | Степан Костюченко | Сдача (рычаг локтя)       | M-1 Global: M-1 Ukraine European Battle      | 4 июня 2011     | 1     | 2:01  | Киев, Украина     |            |
| Победа    | 1-0    | Алексей Липовой   | Сдача (замок ахилла)      | M-1 Ukraine: International Club Grand Prix 1 | 2 апреля 2011   | 1     | 0:37  | Киев, Украина     |            |